# Condado de Monroe (Arkansas)
El condado de Monroe (en inglés: Monroe County), fundado en 1829, es un condado del estado estadounidense de Arkansas. En el año 2000 tenía una población de 10 254 habitantes con una densidad poblacional de 6.53 personas por km². La sede del condado es Clarendon.

## Geografía
Según la Oficina del Censo, el condado tiene un área total de 1608 km² (620,8 mi²), de la cual 1572 km² (606,9 mi²) es tierra y 39 km² (15,1 mi²) es agua.

### Condados adyacentes
- Condado de Woodruff (norte)
- Condado de St. Francis (noreste)
- Condado de Lee (este)
- Condado de Phillips (sureste)
- Condado de Arkansas (suroeste)
- Condado de Prairie (oeste)

### Ciudades y pueblos
- Brinkley
- Clarendon
- Fargo
- Holly Grove
- Roe

## Mayores autopistas
- Interestatal 40
- U.S. Highway 49
- U.S. Highway 70
- Carretera 1
- Carretera 17
- Carretera 39
- Carretera 86